# Machine Gun Kelly (film)
Machine Gun Kelly är en amerikansk film från 1958 regisserad av Roger Corman och baserad på verkliga händelser.

## Handling
En tuff gangster som visar sig vara feg när han blir av med sin k-pist.

## Om filmen
Filmen hade världspremiär i USA i maj 1958. Den svenska premiären var inte förrän den 21 juli 1969, den är tillåten från 15 år.

## Rollista (urval)
- Charles Bronson - George R. "Machine Gun" Kelly
- Susan Cabot - Flo